# Untermerzbach
Untermerzbach – miejscowość i gmina w Niemczech, w kraju związkowym Bawaria, w rejencji Dolna Frankonia, w regionie Main-Rhön, w powiecie Haßberge. Leży w Haßberge, około 27 km na północny wschód od Haßfurtu, nad rzeką Itz, przy drodze B4.

## Dzielnice
W skład gminy wchodzą następujące dzielnice: Gereuth, Gleusdorf, Hemmendorf, Memmelsdorf in Unterfranken, Obermerzbach, Untermerzbach, Wüstenwelsberg, Recheldorf i Buch.

## Demografia
| Rok  | Liczba mieszk. |
| ---- | -------------- |
| 1970 | 1.960          |
| 1987 | 1.757          |
| 2000 | 1.895          |
| 2006 | 1.773          |

## Polityka
Wójtem jest Walter Eichhorn. Rada gminy składa się z 17 członków:

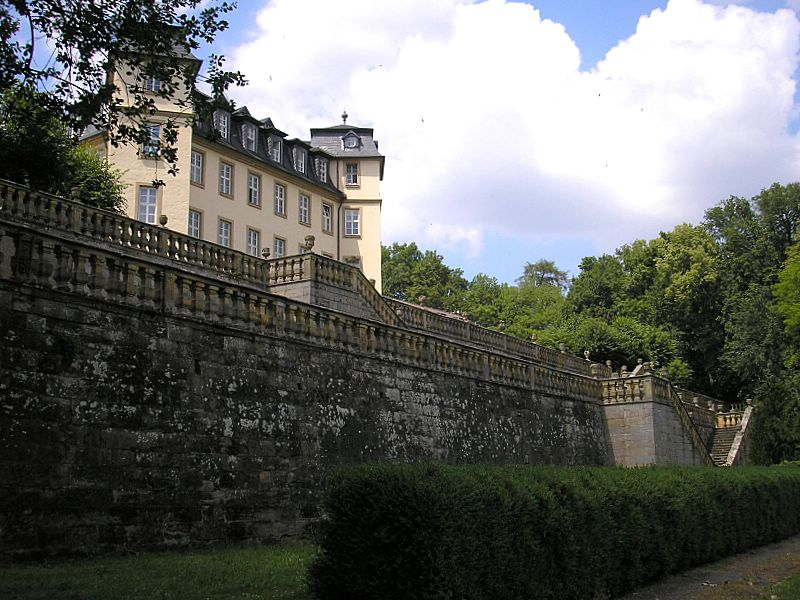
Zamek Untermerzbach

|      | CSU | SPD | Blok Obywatelski | Zaangażowana Wspólnota Wyborców | Razem     |
| 2002 | 4   | 3   | 5                | 1                               | 17 miejsc |

## Zabytki i atrakcje
- zamek Untermerzbach

## Oświata
(na 1999)

W gminie znajduje się 75 miejsc przedszkolnych (z 69 dziećmi) oraz szkoła podstawowa (4 nauczycieli, 79  uczniów).